# Benjamin Hoffmann
Pour les articles homonymes, voir Hoffmann.
Benjamin Hoffmann est un écrivain et universitaire français né le 13 novembre 1985 à Villeurbanne. Il est l'auteur de romans et d'essais parus en France et aux États-Unis.

## Biographie
Né en 1985, Benjamin Hoffmann grandit à Bordeaux. Après un baccalauréat littéraire au Lycée Montesquieu, il obtient une licence de lettres modernes et une licence de philosophie à l'université de Bordeaux. À partir de 2006, il est étudiant à l'université de la Sorbonne où il reçoit un master II de littérature française, après avoir consacré un premier mémoire à l’œuvre de Casanova et un second aux romans de Sade. Il étudie également à l'École normale supérieure dont il sort diplômé en littérature et philosophie en 2010. Son premier livre, Le monde est beau, on peut y voyager, est publié en 2008 par les éditions Bastingage. En 2009, il devient Language Assistant dans le département de français d'Amherst College (États-Unis). La mort soudaine de son père, Patrick Hoffmann, lui inspire un récit intitulé Père et fils, publié en 2011 par les Éditions Gallimard dans la collection de l'Arpenteur. La même année, il publie aux Éditions Bastingage son deuxième roman, Anya Ivanovna.
En 2010, il est admis en doctorat par l'université Yale où il travaille sous la direction de Thomas M. Kavanagh et Christopher L. Miller. Il termine en 2015 une thèse consacrée aux représentations de l'Amérique dans la littérature française du dix-huitième siècle. Intitulée L’Amérique posthume, elle est publiée en France par Éditions Classiques Garnier et aux États-Unis par The Pennsylvania State University Press. Il est actuellement Full Professor (Professeur des universités) à l'université d'État de l'Ohio où il enseigne la création littéraire et la littérature française d'Ancien Régime.
Ses romans explorent des thèmes tels que le voyage, l’exil, les relations familiales, le deuil, le mensonge, les nouvelles technologies et l’Amérique contemporaine. Dans American Pandemonium (2016), il offre une représentation des États-Unis qui appartient au genre de la littérature dystopique. Le roman est salué par Le Monde des livres qui souligne “l’équilibre du texte entre récit d’aventure et architecture complexe” et “la plasticité du style, qui permet au livre de passer d’un registre à l’autre.”
Directeur du « Centre d'Excellence » et de la « Résidence d'écriture Jules Verne » à l'université Ohio State, il consacre ses recherches aux études transatlantiques, à la littérature et à la philosophie du XVIIIe siècle, à l'introduction du bouddhisme en Occident et à la théorie littéraire.

## Œuvres

### Livres
- Je suis Murakami, Paris, Éditions Zone Critique, coll. « Vrilles », 2025
- Les Minuscules, Paris, Éditions Gallimard, coll. « Blanche », 2024 (ISBN 978-2-07-293395-0)
- L'Île de la Sentinelle, Paris, Éditions Gallimard, coll. « Blanche », 2022 (ISBN 978-2-07-293395-0)
- Les Paradoxes de la postérité, essai, Éditions de Minuit, coll. « Paradoxe », 2019,  (ISBN 978-2-707-34503-5)[4],[5],[6],[7]
- L'Amérique posthume, essai, Éditions Classiques Garnier, coll. « L'Europe des Lumières », 2019  (ISBN 978-2-406-07822-7)
- Lezay-Marnésia, Lettres écrites des rives de l'Ohio, édition critique, Éditions Classiques Garnier, coll. « Americana », 2019 (ISBN 978-2-406-07825-8)
- American Pandemonium, roman, Paris, Éditions Gallimard, coll. « L’Arpenteur », 2016  (ISBN 978-2-07-014227-9)
- Père et fils, récit, Paris, Éditions Gallimard, coll. « L’Arpenteur », 2011  (ISBN 978-2-07-013332-1)
- Anya Ivanovna, roman, Bordeaux, Éditions Bastingage, 2011  (ISBN 978-2-35060-023-9)
- Le monde est beau on peut y voyager, roman, Bordeaux, Éditions Bastingage, 2008  (ISBN 978-2350600161)

### Livres en traduction
- Sentinel Island, trad. Alan J. Singerman, Liverpool UP, 2024
- The Paradoxes of Posterity, trad. Alan J. Singerman, Penn State UP, 2020  (ISBN 978-0-271-087030)
- Posthumous America, trad. Alan J. Singerman, Penn State UP, 2018  (ISBN 978-0-271-08007-9)
- Lezay-Marnésia, Letters Written from the Banks of the Ohio, trad. Alan J. Singerman, Penn State UP, 2017 (ISBN 978-0-271-07716-1)

### Sélection de textes
- « Casanova et la causalité révolutionnaire », Études françaises, vol. 59, no 1,‎ 2023, p. 141-157 (lire en ligne)
- « Bien-aimée », Bastille Magazine, octobre 2022.
- « Mon ami républicain », AOC, mars 2022.
- « Avec Murakami », L'Atelier du roman, n°107, décembre 2021.
- « Venise, Ancône, Rome », Bella Italia, éd. Philippe Vilain, Paris, Éditions de Grenelle, 2021.
- « Voltaire's Understanding of Buddhism », Eighteenth-Century Studies, n°54, 2021[8].
- « Diderot et l'introduction du Bouddhisme en Occident », Recherches sur Diderot et sur l'Encyclopédie, n°53, 2018[9].
- « Du mémoire aux Mémoires. Exils et politique chez Leclerc de Milfort », Orages, n°17, 2018.
- « Chateaubriand and the Mourning of (New) France », French Forum, n°42, 2017.
- « La Relecture des épreuves », Les Écrits, n°150, juin 2017.
- « Écrivain cavalier, écrivain géomètre », Les Écrits, n°148, novembre 2016
- « Le site d'auteur : un nouvel espace d'investigation critique », French Studies, n°70, octobre 2016[10].
- « Portrait du romancier en escaladeur », L'Atelier du roman, n°86, juin 2016.
- « Lettres à un jeune écrivain », Les Écrits, n°145, novembre 2015[11].

## Distinctions
Chevalier, Ordre des Palmes Académiques (2024).
Membre de la Royal Historical Society (FRHistS, 2025)